# Flitton
Flitton – wieś w Anglii, w hrabstwie ceremonialnym Bedfordshire, w dystrykcie (unitary authority) Central Bedfordshire. Leży 14 km na południe od centrum miasta Bedford i 61 km na północ od centrum Londynu.

## Zabytki
W miejscowości tej, znajduje się de Grey Mausoleum – grobowiec rodziny de Grey. Budowę zapoczątkował w 1605 roku szósty hrabia Kentu, Henry Grey (pochowany zgodnie z jego wolą w 1614 roku).